# Berberian Sound Studio
Berberian Sound Studio è un film del 2012 scritto e diretto da Peter Strickland.

## Distribuzione
Il film è stato presentato il 28 giugno 2012 all'Edinburgh International Film Festival e il 4 agosto al Festival di Locarno per poi essere distribuito nelle sale cinematografiche britanniche il 31 agosto. In seguito è stato presentato in svariati festival internazionali, tra cui il Toronto International Film Festival e l'International Film Festival Rotterdam.

## Riconoscimenti
- British Independent Film Awards 2012
  - Miglior regista
  - Miglior attore (Toby Jones)
  - Miglior produzione
  - Miglior contributo tecnico (Joakim Sundström e Stevie Haywood per il suono)
  - Candidato per il miglior film
  - Candidato per la miglior sceneggiatura
  - Candidato per il miglior contributo tecnico (Nic Knowland per la fotografia)
- Festival internazionale del film fantastico di Gérardmer 2012
  - Premio della giuria
  - Premio della critica